# 李敬 (成化進士)
李敬（1439年—？），字成學，直隸保定府安州高陽縣人，明朝政治人物。進士出身。

## 生平
順天府鄉試第三十九名。成化二年（1466年）丙戌科會試第二百八十七名，殿試登進士第三甲第一百八十九名。

## 家族
曾祖李居仁。祖父李公正。父亲李端。